# Tími
Tími (grec moderne : Τίμη) est un village de Chypre situé dans le district de Paphos et comptant plus de 1 220 habitants.